# الغرار (إب)

تعديل مصدري - تعديل

الغرار محلة تابعة لقرية المصانع، التابعة لعزلة البحريين بمديرية إب إحدى مديريات محافظة إب في الجمهورية اليمنية، بلغ تعداد سكانها 27 حسب تعداد اليمن لعام 2004.